# Gaspard de Albertis de Padua
Gasparo de Albertis de Padua (né vers 1485 à Padoue et mort vers 1560) est un compositeur de la Renaissance italienne et le maître d'Antonio Scandello. Il est aussi connu sous le nom de Gaspar de Albertis, Gaspare Albertus, Gaspar bergomensis et Gaspar de Padua.